# Tamias canipes
La ardilla de pata gris (Tamias canipes) es una especie de mamífero roedor esciuromorfo de la familia Sciuridae. Es endémica de los Estados Unidos. Su hábitat natural son los bosques templados. Se alimenta principalmente de bellotas. Pesa de 65 a 75 g y tiene un tamaño promedio de 23,7 cm de largo, siendo el macho ligeramente más grande que la hembra. Son animales tímidos, por lo que a la primera señal de peligro se escabullirán a un matorral, se meterán a un orificio en la tierra o subirán a un árbol.